# Boghandel
En boghandel er en butik, der sælger nye bøger. Oftest sælger den også papirvarer, brætspil, dvd'er, computerspil og evt. legetøj. Allerede i romertiden fandtes der boghandler. 
Mange forhold truer de mindre boghandelers eksistens og selvstændighed:
- Forlagenes bogklubber,
- hård konkurrence med supermarkeder, stormagasiner
- en gradvis opgivelse af faste priser på nye bøger og heraf følgende konkurrence på udsalgsprisen
- en del af de større boghandler driver forlagsvirksomhed, og forlagene driver samtidig boghandel. Det er særligt for Danmark. I de fleste lande er de to slags virksomhed adskilt.

Stadig flere boghandler er blevet en del af de dominerende kæder på markedet; Arnold Busck og koncernen Indeks Retail, der driver Bog & Idé samt en række mindre kæder. Med undtagelse af britiske WH Smith, der driver fire butikker i Københavns Lufthavn, er udenlandske aktører ikke på det danske bogmarked.